# Alindria ruandana
Alindria ruandana is een keversoort uit de familie schorsknaagkevers (Trogossitidae). De wetenschappelijke naam van de soort werd in 1956 gepubliceerd door Pierre Basilewsky.